# Gunārs Draugs
Gunārs Draugs   (Riga, 30 de gener de 1942 - 9 de maig de 1988), escrint sovint Gunnar Draugs o Draougs, fou un pilot de motocròs letó de renom internacional durant la dècada del 1960. Durant unes poques temporades, aconseguí bons resultats al Campionat del món amb la ČZ, especialment a la categoria dels 250cc. El 1967 guanyà el Gran Premi d'Àustria de 500cc, celebrat a Sittendorf el 9 d'abril.

## Palmarès al Campionat del Món
Font:
| Any  | Motocicleta | 500cc | 250cc |
| ---- | ----------- | ----- | ----- |
| 1964 | ČZ          | -     | 9è    |
| 1965 | ČZ          | -     | 7è    |
| 1966 | ČZ          | -     | 8è    |
| 1967 | ČZ          | 6è    | -     |
| 1968 | ČZ          | 22è   | -     |